# Nyncke Beekhuyzen
Nyncke Beekhuyzen (Nieuwegein, 24 januari 1980) is een Nederlands actrice.
Ze werd opgeleid aan de Amsterdamse Toneelschool & Kleinkunstacademie. Na deze in 2003 met goed gevolg te hebben afgerond begon ze aan haar acteercarrière. In 2003 tot 2006 speelde Nyncke de rol Linda Ramirez in een televisieserie over een ziekenhuis genaamd IC. Voorts vertolkte ze rollen in televisieseries en films als Spoorloos verdwenen, Sprint!, Het woeden der gehele wereld en Gebroken Rood.
In 2006 had zij de hoofdrol in de telenovelle serie Lotte waarin zij het personage Lotte Pronk verbeeldde, een onhandige en onaantrekkelijke bedrijfseconome die ten langen leste een baantje als secretaresse bij een modebedrijf had weten te krijgen en daar van lieverlee een steeds belangrijker positie innam.
Naast televisie- en filmwerk is ze ook regelmatig te zien in het theater. Daarnaast heeft ze voor het Anne Frankmuseum een aantal verhalen ingesproken als Anne Frank en speelt ze in de voorlichtingsfilm 72 uur van de campagne "Veiligheid heb je zelf in de hand" van de Rijksoverheid/Ministerie van Binnenlandse Zaken en Koninkrijksrelaties.

## Filmografie
| Film            | Film                                                 | Film                      | Film                                                                                          |
| Jaar            | Productie                                            | Rol                       | Opmerkingen                                                                                   |
| --------------- | ---------------------------------------------------- | ------------------------- | --------------------------------------------------------------------------------------------- |
| 2004            | Floris                                               | Lijfwachte                |                                                                                               |
| 2005            | Gebroken Rood                                        | Jonge Rita                | Telefilm                                                                                      |
| 2006            | Het woeden der gehele wereld                         | Judith Oberstein          |                                                                                               |
| 2012            | Süskind                                              | Hanna Süskind             |                                                                                               |
| 2012            | Amstel                                               | Eva                       | korte film                                                                                    |
| 2015            | Je vriendin koopt een vis op de markt                | Marie                     | korte film                                                                                    |
| 2015            | Dede                                                 | Selma                     | tv film                                                                                       |
| 2020            | De piraten van hiernaast                             | Yvonne Brugman            |                                                                                               |
| 2022            | De piraten van hiernaast: De ninja's van de overkant | Yvonne Brugman            |                                                                                               |
| 2024            | Invasie                                              | Marjon                    |                                                                                               |
| 2025            | Love Fail Repeat                                     | Linda                     |                                                                                               |
| Televisieseries |                                                      |                           |                                                                                               |
| Jaar            | Productie                                            | Rol                       | Opmerkingen                                                                                   |
| 2003-2006       | IC                                                   | Linda Ramirez             | Vaste rol                                                                                     |
| 2005            | Sprint!                                              |                           | Afl. Onbekend                                                                                 |
| 2006            | Spoorloos verdwenen                                  | Brigitte de Zoete-Bos     | Afl. De verdwenen bruidegom                                                                   |
| 2006-2007       | Lotte                                                | Lotte Pronk               | Vaste rol                                                                                     |
| 2008            | Julia's Tango                                        | Frederique van der Meulen | Afl. 2, 3, 4 en 7                                                                             |
| 2010            | Verborgen Gebreken                                   | Alexandra de Haan         | Vaste rol                                                                                     |
| 2012            | De Meisjes van Thijs                                 | Pina                      | Afl. Pina                                                                                     |
| 2013, 2016      | Moordvrouw                                           | Merel Amezian             | Afl. Bloedband, Over de doden niets dan goeds, Trouw tot in de Eeuwigheid, Noodlot, "Ongewis" |
| 2013            | Flikken Maastricht                                   | Yvette Bakker             | Afl. Mooi                                                                                     |
| 2013-2016       | Danni Lowinski                                       | Lieke Beers               | Vaste rol seizoen 1-3 neven seizoen 4                                                         |
| 2015            | Zwarte Tulp                                          | Anja Kester               | Afl. Kaarten opnieuw geschud, Naar huis, Het Corso                                            |
| 2015            | Kasper en de Kerstengelen                            | Jasmijn                   | vaste rol                                                                                     |
| 2016            | Petticoat                                            | Suzy                      | vaste rol                                                                                     |
| 2016            | De mannen van dokter Anne                            | Non                       |                                                                                               |
| 2018            | Zomer in Zeeland                                     | Katy                      |                                                                                               |
| 2019            | Remy en Juliyat                                      | politieagente             | meerdere afleveringen                                                                         |
| 2021            | Adem in, adem uit                                    | coach                     | gastrol                                                                                       |
| 2024            | BODEM                                                | Sil                       | Afl. Juni                                                                                     |
| 2024            | Oogappels                                            | Kaat Simons               | Afl. Ben ik in beeld?                                                                         |

## Theater
- Love Songs (De Paardenkathedraal) (1996)
- Verdi et Morto (Amsterdamse Hogeschool voor de Kunsten) (1999)
- Sneleten (Karina Kroft) (2000)
- Young Once (Allan Zipson - Muz-theater) (2001)
- Open Huis (Hans Man in't Veld) (2002)
- Venusvliegeval (Bellevue Lunchtheater) (2002)
- Publikumsbeschimpfung (Karina Kroft) (2002)
- Meisjes zijn niks (Liesbeth Colthof - Huis a/d Amstel) (2003)
- Bruiloft (Amsterdamse Hogeschool voor de Kunsten) (2003)
- Een Zomerzotheid (Bruun Kuijt - Kik Productions) (2004)
- De GVR (Peter de Baan - Bos Theaterprodukties) (2005)
- Sexual Perversity (Marcus Azzini - REP) (2007)
- De Gebroeders Leeuwenhart - (Koen van Dijk - MLab) (2008-2009)
- Stationsstraat 169huis - Popmusical (Gijs de Lange - MLab) (2011)
- De Eetclub - Bos Theaterproducties (2011)
- Kunnen jullie mij thuisbrengen? (En Consorten - Theaterfestival Boulevard) (2011)
- Shatzy (Stichting Michiel de Regt & En Consorten - De Parade) (2012)
- Wooohooo! (En Consorten - Theaterfestival Boulevard) (2013)
- Kabaal & Liefde (Frances Sanders - Zeelandia) (2013)
- Kabaal & Liefde (Frances Sanders - Zeelandia Reprise in het Amsterdamse Bos) (2014)
- Dear Evan Hansen (Medialane) als Cynthia Murphy, afwisselend met Cystine Carreon (2025/2026)